# Dolina Królowych

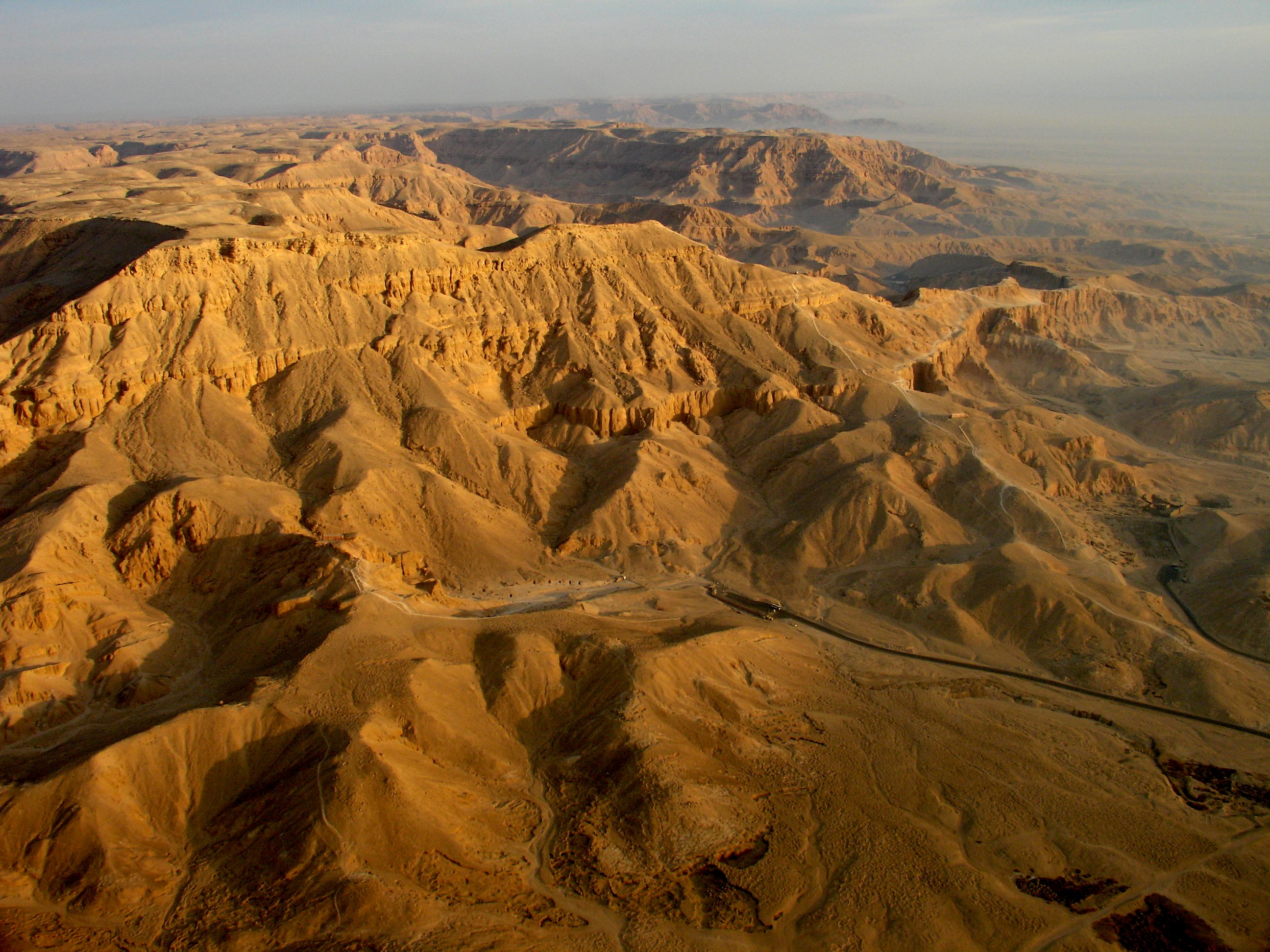
Dolina Królowych z lotu ptaka

Dolina Królowych obecnie Biban al-Harim (Biban El-Malikat lub Biban El-Sultanat – Bramy Królowych, Bramy Kobiet) – część nekropolii tebańskiej, dolina położona w Tebach Zachodnich, na lewym brzegu Nilu, na południe od Doliny Królów. Pochowano tam żony królów Egiptu i niektórych książąt z czasów końca XVIII - XX dynastii.
Część grobowców znana była już wcześniej, ale większość została odkryta przez włoskich archeologów na początku XX wieku, w latach 1903–1905. Odnaleziono 98 grobowców, wzorem grobów znalezionych w Dolinie Królów także ponumerowano, oznaczając je symbolem QV.
Większość z nich jest mocno zniszczona lub nieukończona, części w minionych latach używano jako stajni, niektóre były spalone.
Do najpiękniejszych i najbardziej znanych należy grobowiec królowej Nefertari – żony Ramzesa II (QV66) oraz grobowce synów Ramzesa III, Amonherchopszefa (QV55) i Chaemuaseta (QV44). Zdobią je wielobarwne polichromie nawiązujące do obrzędów religijnych związanych z przejściem w zaświaty. W Dolinie Królowych pochowane zostały także matka (Mut-Tuy lub Tuja, QV80) i babka (Sitre, QV38) Ramzesa II.
W 1979 nekropolia została wpisana na Listę światowego dziedzictwa UNESCO.